# Château de Duffield (Derbyshire)
Le château de Duffield est un château normand dont on a retrouvé le site à Duffield, dans le Derbyshire. Le lieu est répertorié en tant que Scheduled Ancient Monument.

## Histoire
La position, sur un promontoire rocheux aux parois escarpées, en face de la rivière, était facile à défendre mais l'hypothèse d'une occupation préhistorique des lieux reste incertaine. On discute aussi celle d'une présence militaire romaine destinée à protéger le gué, en contrebas, par lequel passaient les convois de plomb venus de Lutudarum (Wirksworth) pour rejoindre Rykneld Street au niveau de Derventio (aujourd'hui Derby), en route pour les ports de la mer du Nord.
Cependant des vestiges qui paraissent d'origine anglo-saxonne ont été découverts. Ils suggèrent la présence de personnages de quelque importance, peut-être un thane saxon du nom de Siward et ses proches. Des quantités considérables de poteries romaines ou britto-romaines ont également été trouvées, notamment des tuiles de forme romaine. Certains des objets découverts ont été déposés au Derby Museum and Art Gallery, d'autres conservés dans la salle paroissiale, mais beaucoup ont disparu.
Il est cette fois-ci bien établi qu'autour de 1066, Henri de Ferrières (Henry de Ferrers ou parfois Ferrars en anglais), ayant rendu de grands services au roi Guillaume le Conquérant, se vit accorder dans le Derbyshire un ensemble de terres qui prit le nom de Duffield Frith. Ce domaine s'étendait de Heage et Shottle au nord jusqu'à Tutbury au sud. Ferrières fit construire le château de Tutbury où il établit sa résidence principale. Mais il lui fallait un poste avancé pour protéger ses terres les plus septentrionales : c'est pourquoi il fit édifier un autre château, probablement en bois, à Duffield.
Son troisième fils, Robert, s'étant particulièrement distingué en 1138 lors de la bataille de l'Étendard contre les Écossais, fut fait comte de Derby. En 1162 le titre échut à Guillaume, arrière-petit-fils d'Henri de Ferrières ; il se joignit à la révolte des fils du roi Henri II contre leur père, d'où s'ensuivit en 1173 la destruction des deux châteaux.
Guillaume, fils du précédent, devint un favori de Jean sans Terre, qui restaura pour lui le comté et y adjoignit les seigneuries de Wirksworth, Ashbourne puis le château de Horston (Horsley). Les châteaux de Tutbury et de Duffield furent reconstruits, cette fois-ci en pierre. Son fils et successeur, un autre Guillaume, bénéficia également de la faveur royale.
Son fils Robert, sixième comte de Derby, entra en rébellion contre Henri III, ce qui amena la destruction du château de Tutbury. Bien que pardonné, il se rebella à nouveau et, vaincu sur le champ de bataille à Chesterfield, fut privé de ses possessions en 1269. Le château de Duffield fut détruit et ses terres données au prince Edmond le Bossu, fait comte de Lancastre peu après.
Le château fut littéralement rasé, une grande partie des pierres étant reprise pour d'autres bâtiments, et progressivement envahi par la végétation. Le souvenir en subsista, préservé sous la dénomination de Castle Orchard qui s'appliquait depuis les actuels cottages de ce nom, à la base de la butte du château, jusqu'à la route de Hazlewood. Le site fut redécouvert en 1885.

## Fouilles
Lors des fouilles menées sur le site furent découvertes les fondations d'une motte castrale normande traditionnelle surmontée d'un donjon de pierre. Le plus remarquable était la taille de ce dernier, de 30 × 29 mètres environ, soit à peine moins que celui de la Tour de Londres.
Les sols furent préservés, avec le tracé des fondations, et donnés en 1899 au National Trust, dont ils constituèrent l'un des premiers monuments archéologiques. Pendant de nombreuses années l'entretien fut assuré par le conseil de paroisse mais a récemment été repris par le Trust.
Malgré d'autres recherches menées dans les années 1930 et en 1957, peu de vestiges médiévaux ont été trouvés, mais l'idée d'une occupation du site avant l'arrivée des Normands a été confirmée par de nombreuses découvertes britto-romaines.
Un examen géophysique du site conduit en 2001 par l'université de Bradford a révélé les traces d'autres structures vers le sud et le sud-est, qui dateraient apparemment de la même période. Le Trust envisage aujourd'hui de lever les fonds nécessaires pour mener d'autres recherches.

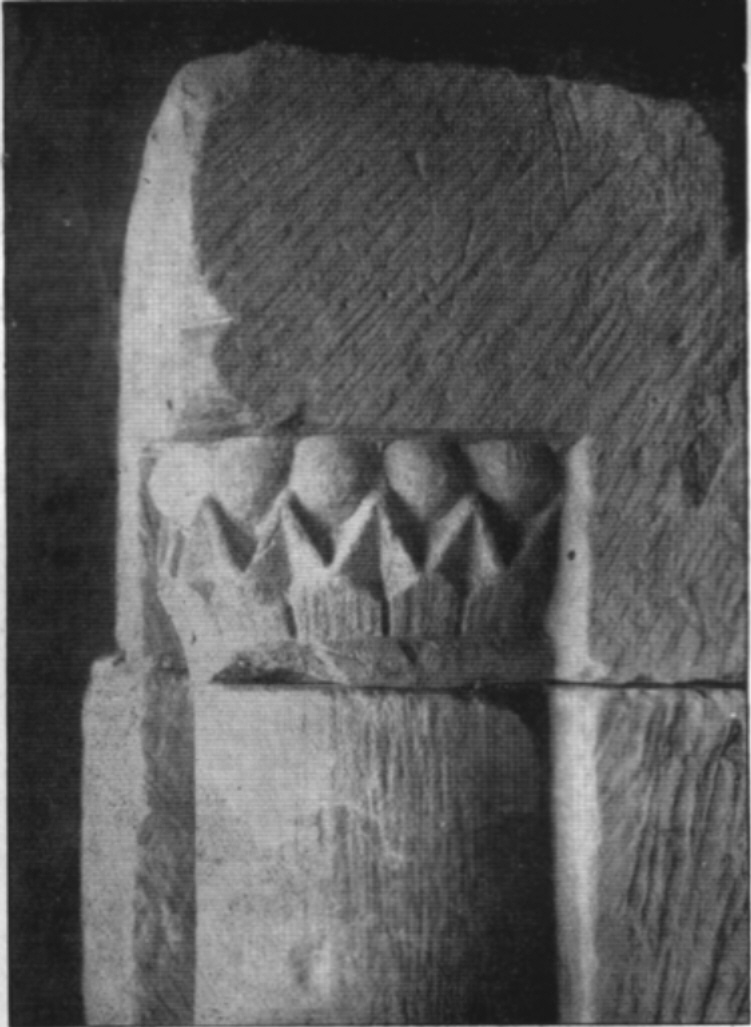
Chapiteau normand du château.
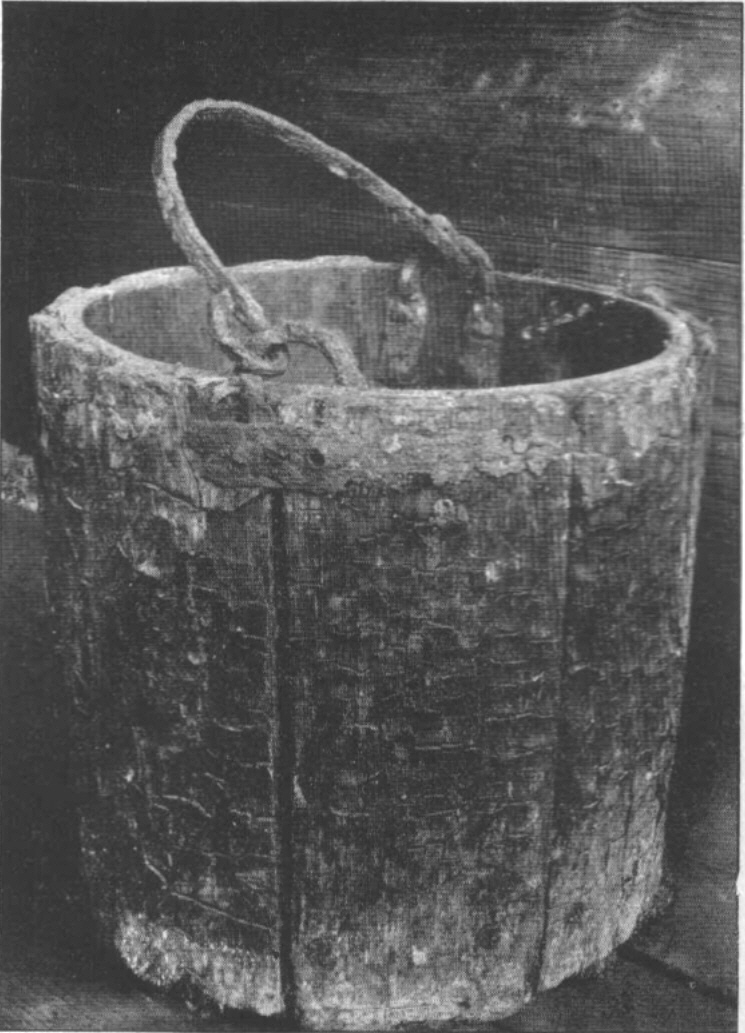
Seau normand du puits du château, aujourd'hui au Derby Museum and Art Gallery.